# Crkva sv. Vida (Vrbovec)
Crkva sv. Vida u Vrbovcu, rimokatolička crkva u mjestu i općini Vrbovec, zaštićeno kulturno dobro.

## Opis dobra
Crkva je izvorno gotička građevina sagrađena krajem 15. ili početkom 16. st. koja današnji izgled dobiva baroknom obnovom u drugoj polovini 18. st. te prigradnjom bočne kapele i ulaznog trijema u 19. st. Jednobrodna je, užeg svetišta zaključenog poligonalnom apsidom, a križni tlocrt proizlazi iz postave kapele sv. Križa sjeverno, te zvonika sa sakristijom u prizemlju južno uz svetište. U cijelosti je svođena u razdoblju baroka. Srednjovjekovno porijeklo vidljivo je na eksterijeru s obzirom na elemente poput poligonalnog svetišta s kontraforama ili zvonika s ugaonim klesancima i gotičkim biforama, dok je interijer poprimio barokni karakter. Djelomično je sačuvan barokni inventar.

## Zaštita
Pod oznakom Z-2064 zavedena je kao nepokretno kulturno dobro - pojedinačno, pravna statusa zaštićena kulturnog dobra, klasificirano kao "sakralna graditeljska baština".